# Tokhtassin Djalilov
Tokhtassin Djalilov (Andidjan, 1896 - Taixkent, 10 de maig de 1966) fou un músic i compositor soviètic, Artista del Poble de l'RSS de l'Uzbekistan (1937) i membre del PCUS, des de 1942.
Va tocar la ghijak en un grup de música popular uzbek. Els primers anys va escriure música incidental per La filla d'Abdulla i Els camarades de Iashen. Va accedir al càrrec de director musical del Teatre Sverdlov de Taixkent. El 1935 va participar en un concurs de música folklòrica. Més endavant dirigí la Societat Filharmònica de Taixkent i el Teatre Mukimi. Va compondre diverses obres i cançons corals basades en música folklòrica, així com les òperes Takhir i Zukhra i els drames musicals Oikhon (1929) i Kurban Umarov (1941). A Taixkent, va entrar en contacte amb Mieczysław Weinberg durant els dos anys que aquest s'hi va refugiar de la guerra. Fruit d'aquesta amistat, amb Weinberg i altres compositors locals com Klumov, Burkhanov, Sadïkov i Khazanov, va néixer l'òpera Usbekiston kilitschi (L'espasa de l'Uzbekistan), completada el 1942 i que s'ha perdut.
Com a polític, va ser diputat a la tercera convocatòria del Soviet Suprem de l'RSS de l'Uzbekistan i fou guardonat amb diverses ordes i diverses medalles, la més important l'Orde de Lenin.